# Эндометрий
Эндометрий (лат. endometrium) — внутренняя слизистая оболочка тела матки (мукозный слой), выстилающая полость матки и обильно снабжённая кровеносными сосудами.

## Строение
Эндометрий представляет собой сложную, многокомпонентную систему, состоящую из покровного и железистого эпителия, стромы, основного вещества, кровеносных сосудов. Эпителиальный компонент эндометрия образуют секреторные и мерцательные клетки (максимальное число последних наблюдается в период овуляции) и немногочисленные аргирофильные клетки, строму — фибробластоподобные клетки (в течение менструального цикла они превращаются из малодифференцированных, юных в зрелые клетки, активно синтезирующие коллаген и гликозаминогликаны, в фибробласты и фиброциты), гистиоциты (макрофаги), Т- и единичные В-лимфоциты и лаброциты. В собственном слое имеются маточные железы (крипты): длинные изогнутые простые трубчатые железы, открывающиеся в просвет матки.

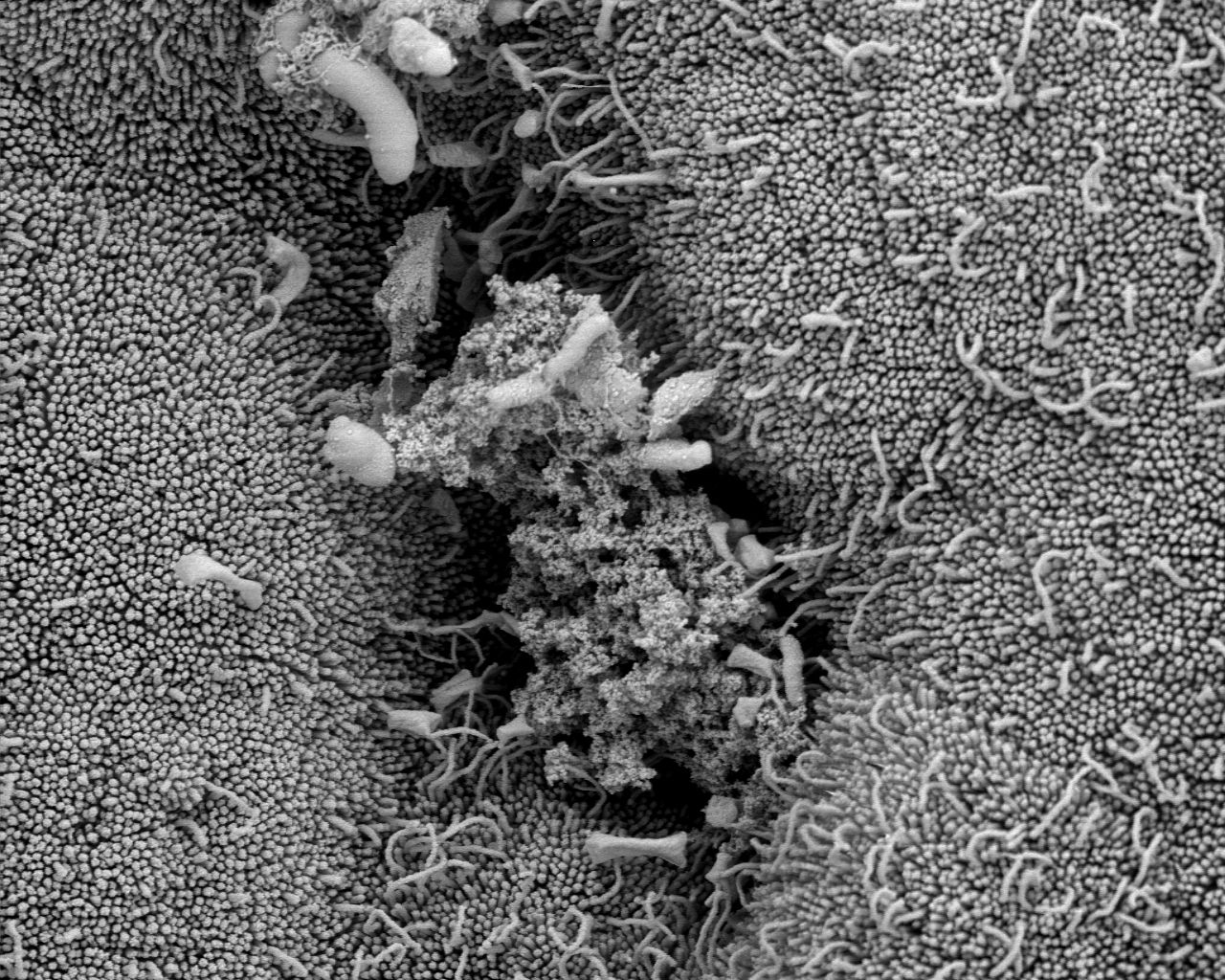
Эндометрий собаки с протоками маточной железы (SEM-съёмка)

## Функции
Функции эндометрия заключаются в создании условий, оптимальных для имплантации бластоцисты в матке. Во время беременности в эндометрии возрастает число желёз и кровеносных сосудов. Разрастание сосудов этого слоя входит в состав плаценты, которая осуществляет доставку кислорода и питательных веществ эмбриону.

## Циклические изменения
Эндометрий — гормонально чувствительная ткань; значительно утолщается, становится более богатой железами и обильнее кровоснабжается в последней фазе менструального цикла (предменструальной). Таким образом происходит подготовка к имплантации эмбриона, однако, если этого не происходит, большая часть эндометрия (функциональная) отпадает и удаляется из матки во время менструации.
После окончания менструации цикл начинается вновь, и более глубокий слой эндометрия принимает участие в восстановлении слизистой матки после отторжения поверхностного слоя.
При беременности гормональные процессы препятствуют отторжению эндометрия.